# Luc-Julien-Joseph Casabianca
Luc-Julien-Joseph Casabianca (Vescovato, 7 febbraio 1762 – Abukir, 1º agosto 1798) è stato un militare francese, capitano di vascello della Marina militare francese fu comandante del vascello di linea L'Orient durante la Battaglia del Nilo.

## Biografia
Nacque a Vescovato, Corsica, il 7 febbraio 1762, figlio del Maréchal de camp Giovan Quilico Casabianca  e di Cecca Colonna-Ceccaldi (vedova di Pietro Galeazzini), fratello di Jean-Francois condottiero giunto a Messina e Napoli.
```
 Di fronte alla scelta di intraprendere la carriera militare optò per la 
Marine royale
, e fu ammesso all'Accademia militare nel giugno 
1775
, imbarcandosi sulla fregata 
La Gracieuse
.  Promosso 
guardiamarina
 nel luglio 
1778
[
1
]
 e 
sottotenente di vascello
 nel novembre 
1781
, servì dapprima sul vascello 
Terrible
 e poi sul 
Zélé
[
1
]
 della squadra dell'ammiraglio 
De Grasse
, impegnata nella 
guerra d'Indipendenza degli Stati Uniti
. Prese parte ai combattimenti di 
Fort Royal
, il 29 aprile 1781, della 
baia di Chesapeake
,
[
1
]
 il 5 settembre dello stesso anno, e di 
Saint-Christophe
 (gennaio 
1782
). Durante un periodo di congedo in Corsica nel 
1784
 convolò a nozze con Orsola Felice Raffalli di Vescovato, unendo così le grandi famiglie del nord dell'isola. Da questa unione nacquero due figli, Faustine nel 1785 e Giocante il 24 agosto 1787 di cui egli avrà la custodia dopo il divorzio del 
1794
.
```

Tenente di vascello nel marzo 1786, ritornò in Corsica nel 1789, dove aderì al movimento che portò alla fine della monarchia assoluta, e alla costituzione dapprima degli Stati Generali, poi dell'Assemblea nazionale francese, e quindi dell'Assemblea nazionale costituente.  Fu eletto deputato della Corsica alla Convenzione nel settembre 1792 dove aderì ai Montagnardi ed entrò nel Comitato per la Marina. Il 21 settembre 1792 votò a favore dell'abolizione della monarchia e l'instaurazione della prima repubblica e fu favorevole all'arresto e alla detenzione del re Luigi XVI ma, sebbene Giacobino, diede prova di opinioni moderate, e non votò a favore della condanna a morte di Luigi XVI. Promosso capitano di vascello nel gennaio 1793 fu Deputato al Consiglio dei cinquecento sotto il Direttorio, dove si dedicò alla riorganizzazione della Marina che lo reintegrò in servizio nel maggio 1798. Nominato subito capo di divisione, servì come capitano di vascello nella squadra del Mediterraneo. Divenne aiutante di bandiera dell'ammiraglio Brueys, e comandante del vascello a treponti da 120 cannoni L'Orient, durante la spedizione in Egitto. Durante la navigazione la nave fece scalo a Bastia il tempo necessario ad imbarcare il giovane figlio di undici anni.

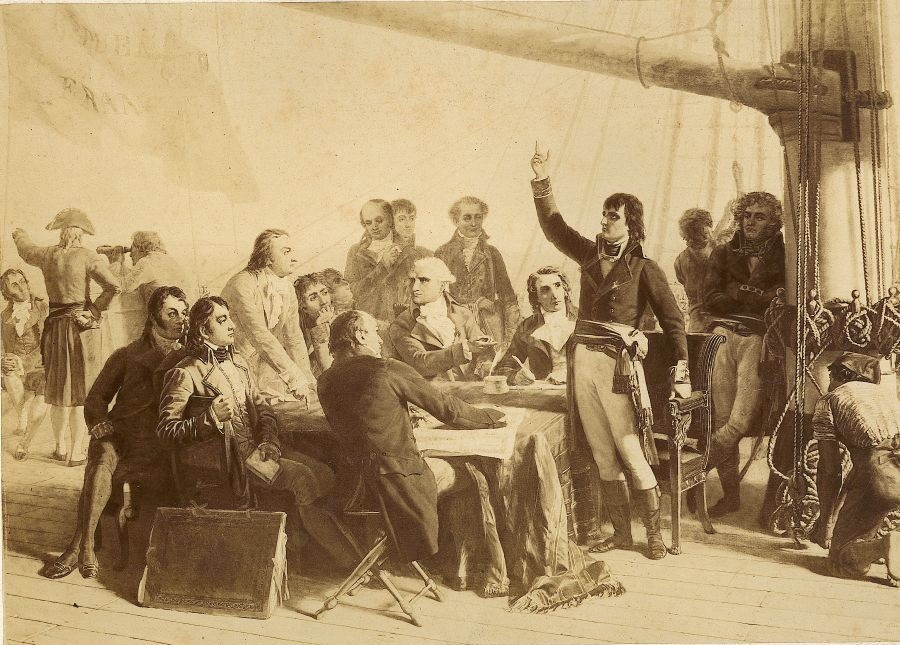
Bonaparte sul ponte dell’Orient discute con alcuni ufficiali della spedizione in Egitto. La nave ammiraglia imbarcava tutto lo stato maggiore del corpo di spedizione.

Durante la battaglia del Nilo, il 1º agosto 1798, compì prodigi di valore, ma perì nell'esplosione della nave. Il vascello, infatti, prese fuoco a causa dell'imprudente verniciatura ordinata dall'ammiraglio quello stesso mattino. La vernice fresca si incendiò a causa del calore emanato dalle esplosioni, dando luogo ad un incontrollabile incendio che raggiunse la santabarbara del vascello. L'esplosione fu così potente che fu udita fino al Il Cairo. Suo figlio Giocante, un ragazzo di undici anni, rifiutò di mettersi in salvo e preferì perire con suo padre. Il vascello si inabissò portando con sé l'ammiraglio Brueys, il capitano Casabianca, e quasi mille uomini del suo equipaggio.

## Navi con il suo nome
- una djerme, veliero armato sul Nilo (1798)
- un avviso a ruote (1859-1877).
- un avviso-torpediniere classe d'Iberville (1895-1915)
- un sommergibile classe Redoutable (1936-1952)
- un cacciatorpediniere di squadra Classe T 47 (1954-1983)
- un sottomarino d'attacco nucleare Classe Rubis (1984-)

## Letteratura
La poetessa Felicia Hemans ha fatto della morte di Giocante Casabianca l'argomento di una sua poesia, Casabianca, che è divenuta un classico della letteratura americana, studiata nelle classi primarie anglosassoni.

### Riviste
- Giuliano Da frè, Il vallo di legno, in RID-Rivista Italiana Difesa Storia, ottobre 2005,  pp. 82-97.